# Bộ Cánh lông
Bộ Cánh lông là một bộ côn trùng với khoảng 12.000 loài đã được miêu tả. Chúng là các loài côn trùng giống ngài có 2 cặp cánh màng có lông. Chúng có mối quan hệ gần gũi với Lepidoptera, và các bộ này cùng nằm trong liên bộ Amphiesmenoptera.

## Hệ thống học
Bộ này gồm các họ sau:Họ
- Liên họ Hydropsychoidea
  - Họ Dipseudopsidae
  - Họ Ecnomidae
  - Họ Electralbertidae
  - Họ Hydropsychidae
  - Họ Polycentropodidae
  - Họ Psychomyiidae
  - Họ Xiphocentronidae
- Liên họ Hydroptiloidea
  - Họ Glossosomatidae
  - Họ Hydroptilidae
  - Họ Ptilocolepidae
- Liên họ Leptoceroidea
  - Họ Atriplectididae
  - Họ Calamoceratidae
  - Họ Molannidae
  - Họ Leptoceridae
  - Họ Limnocentropodidae
  - Họ Odontoceridae
  - Họ Philorheithridae
- Liên họ Limnephiloidea
  - Họ Apataniidae
  - Họ Goeridae
  - Họ Limnephilidae
  - Họ Rossianidae
  - Họ Taymyrelectronidae
  - Họ Uenoidae
- Liên họ Necrotaulioidea
  - Họ Necrotauliidae
- Liên họ Philopotamoidea
  - Họ Philopotamidae
  - Họ Stenopsychidae
- Liên họ Phryganeoidea
  - Họ Baissoferidae
  - Họ Brachycentridae
  - Họ Dysoneuridae
  - Họ Kalophryganeidae
  - Họ Kokiriidae
  - Họ Lepidostomatidae
  - Họ Oeconesidae
  - Họ Phryganeidae
  - Họ Phryganopsychidae
  - Họ Pisuliidae
  - Họ Plectrotarsidae
- Liên họ Rhyacophiloidea
  - Họ Hydrobiosidae
  - Họ Rhyacophilidae
- Liên họ Sericostomatoidea
  - Họ Anomalopsychidae
  - Họ Antipodoeciidae
  - Họ Barbarochthonidae
  - Họ Beraeidae
  - Họ Calocidae
  - Họ Chathamiidae
  - Họ Conoesucidae
  - Họ Helicophidae
  - Họ Helicopsychidae
  - Họ Hydrosalpingidae
  - Họ Petrothrincidae
  - Họ Sericostomatidae
  - Họ Tasimiidae
- Liên họ Vitimotaulioidea
  - Họ Vitimotauliidae
  - Họ Cladochoristidae
  - Họ Microptysmatidae
  - Họ Prosepididontidae
  - Họ Protomeropidae
  - Họ Uraloptysmatidae